# Guo Qi
Guo Qi (chiń. 郭琦; ur. 27 stycznia 1995 w Jiangsu) – chińska szachistka, arcymistrzyni od 2011 roku.

## Kariera szachowa
W 2007 r. zdobyła w Kemerze brązowy medal mistrzostw świata juniorek do 12 lat. Normy na tytuł arcymistrzyni wypełniła w latach 2010 (w Kuala Lumpur) oraz 2011 (w Moskwie – turniej Aerofłot Open "B" oraz w Xinghua – podczas finału indywidualnych mistrzostw Chin, w których zajęła VII miejsce), w połowie 2011 r. zostając najmłodszą ówcześnie arcymistrzynią na świecie. W 2012 r. zdobyła w Atenach tytuł mistrzyni świata juniorek do 20 lat. W 2013 r. zdobyła tytuł indywidualnej wicemistrzyni Chin.
Reprezentowała Chiny w turniejach drużynowych, m.in.:
- na olimpiadzie szachowej (w roku 2014); dwukrotna medalistka: wspólnie z drużyną – srebrna (2014) oraz indywidualnie – srebrna (2014 – na V szachownicy),
- na drużynowych mistrzostwach świata (w roku 2013); dwukrotna medalistka: wspólnie z drużyną – srebrna (2013) oraz indywidualnie – srebrna (2013 – na IV szachownicy)[4],
- na drużynowych mistrzostwach Azji (w roku 2012); medalistka: indywidualnie – brązowa (2012 – na V szachownicy)[5].

Najwyższy ranking w dotychczasowej karierze osiągnęła 1 listopada 2013 r., z wynikiem 2451 punktów zajmowała wówczas 33. miejsce na światowej liście FIDE, jednocześnie zajmując 6. miejsce wśród chińskich szachistek.